# Artur Ajwasjan

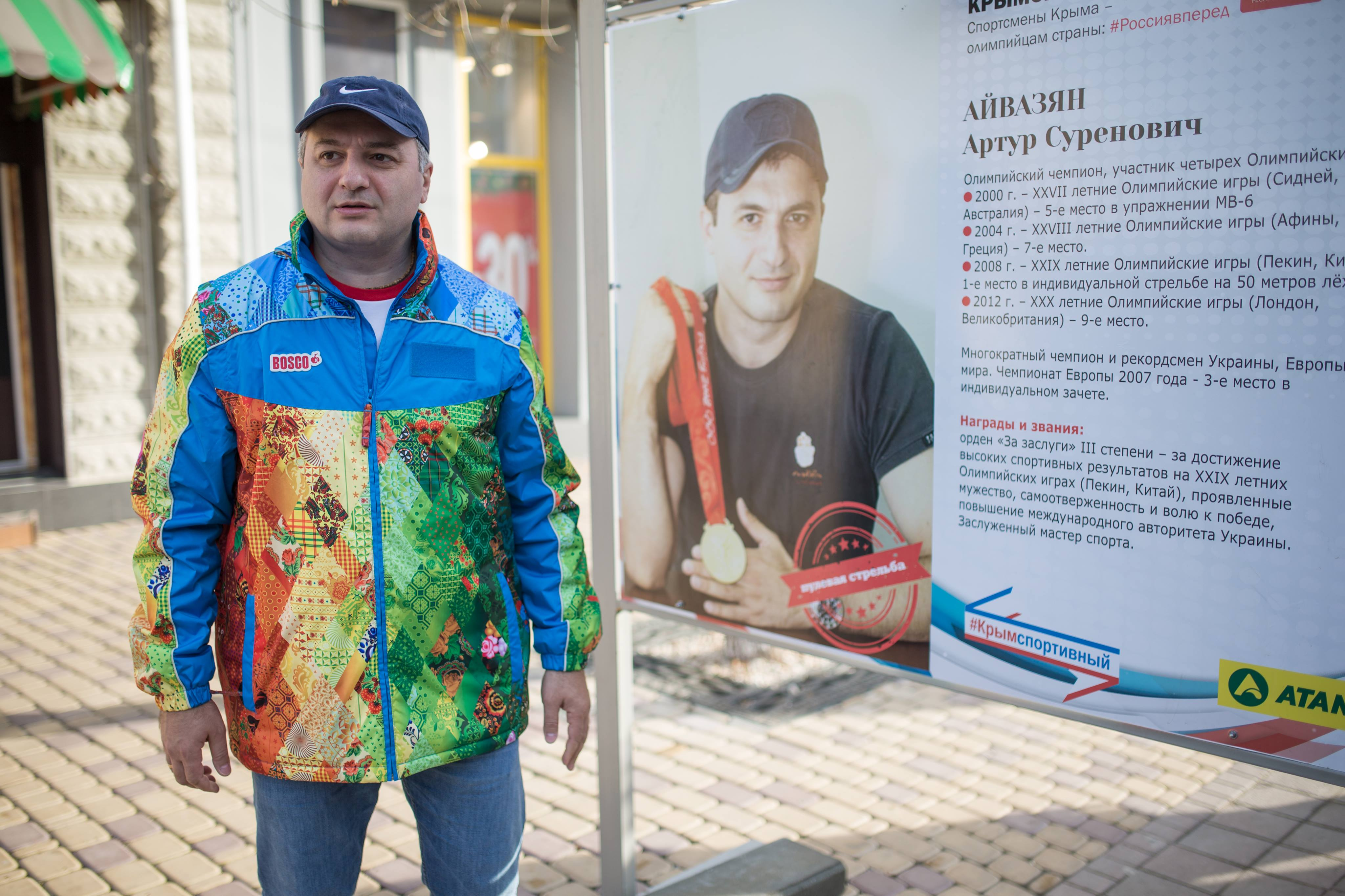

Artur Surenowytsch Ajwasjan (ukrainisch Артур Суренович Айвазян, engl. Transkription Artur Ayvazyan; * 14. Januar 1973 in Jerewan) ist ein ukrainischer Sportschütze armenischer Herkunft. Er ist sowohl als Luftgewehr-, wie auch Kleinkalibergewehrschütze bekannt.
Artur Ajwasjan nahm bislang an drei Olympischen Spielen teil. 2000 in Sydney trat er ebenso wie 2004 in Athen und 2008 in Peking im Wettkampf mit dem Luftgewehr über 10 Meter wie auch mit dem Kleinkalibergewehr liegend und im Dreistellungskampf jeweils über 50 Meter an. Die Luftgewehrwettkämpfe beendete der Ukrainer 2000 als Achter, 2004 als 22. und 2008 als 21. Mit dem Kleinkalibergewehr im Dreistellungswettkampf kam er auf die Plätze fünf, sieben und 19. Im Kleinkaliber-Liegendwettkampf wurde Aywasian 2000 30., 2004 Neunter und 2008 gewann er in Peking vor Matthew Emmons mit 702,7 Ringen die Goldmedaille.
Ajwasjan lebt in Lwiw und startet für SHVSM Lwiw.